# Opzij (tijdschrift)
Opzij is een Nederlands feministisch tijdschrift met aandacht voor werk, psychologie en gezondheid. Naast reportages en interviews is er ook ruimte voor columns, boek- en filmrecensies. Jaarlijks reikt het blad de Opzij Literatuurprijs uit en brengt invloedrijke Nederlandse vrouwen onder de aandacht met de Opzij Top 100.
De naam 'Opzij' is eigendom van de Stichting Opzij, waarvan de statuten aangeven dat ze bij een verkoop zes maanden krijgt om een nieuwe eigenaar te zoeken. De stichting borgt dat het blad in overeenstemming blijft met het oorspronkelijke gedachtegoed van Opzij en dat dit gedachtegoed steeds verder ontwikkeld wordt. Voorzitter van de stichting is Astrid van Heumen, die Roos Vermeij in oktober 2021 opvolgde. Ook een van de oprichters, Hedy d'Ancona, is bestuurslid.

## Historie
In 1972 werd Opzij in volle tweede feministische golf opgericht als radicaalfeministisch maandblad door Hedy d'Ancona en Wim Hora Adema en uitgegeven door Weekblad Pers Groep. In 1978 reikte Opzij de eerste Harriët Freezerring uit, een prijs bedoeld voor een vrouw of organisatie wier werk belangrijk is voor de emancipatie en genoemd naar de in 1977 overleden Opzij-redactreur Harriët Freezer. In 1979 reikte het blad de eerste Annie Romeinprijs uit, een prijs bedoeld voor een schrijfster wier werk bijdraagt aan de ontplooiing, bewustwording en emancipatie van vrouwen.
Op 1 november 1982 werd Cisca Dresselhuys hoofdredacteur. Zij interviewde elke maand een bekende Nederlandse man voor haar Feministische Meetlat, tot enkele maanden na haar pensioen op 1 april 2008. In 1982 begon Renate Dorrestein er als columnist en zij bleef aan tot 1987. In 1997 werd naar aanleiding van de 25ste verjaardag de Opzij-leerstoel ingesteld aan de Universiteit Maastricht alwaar het Centrum voor Vrouwen- en genderstudies werd opgericht. De leerstoel is mede bedoeld om de benoeming van vrouwelijke hoogleraren te stimuleren.
Op 1 september 2008 werd Margriet van der Linden hoofdredacteur en zij zorgde voor een lichtere toon. De literatuurprijs genoemd naar Annie Romein-Verschoor werd herdoopt tot de Opzij Literatuurprijs. Er werd geen Harriët Freezerring uitgereikt, maar wel begonnen met de jaarlijkse Opzij Top 100 van meest invloedrijke Nederlandse vrouwen. Van der Linden wist het blad opnieuw in de markt te zetten, maar stopte ermee in juni 2013. Daphne van Paassen werd hoofdredacteur ad interim en in november 2013 kondigde WPG aan het blad vanaf april 2014 niet meer uit te geven.
In 2014 werd Veen Media uitgever en Irene de Bel hoofdredacteur. De Opzij-leerstoel die vacant was sinds 2008 werd opnieuw ingevuld. De Bel dacht bij haar aantreden dat het blad het feminisme minder hard nodig had, maar herzag deze mening en oordeelde in 2017 dat het wel wat radicaler mag om ook een jonger publiek aan te trekken.
In 2017 kondigde kersvers stichtingvoorzitter Roos Vermeij aan dat Hans van Brussel uitgever werd vanaf 1 mei. Op 18 juni van dat jaar werd de romaniste Marianne Verhoeven hoofdredacteur. Zij was gehuwd met Hans van Brussel. Zij bleef hoofdredacteur tot haar overlijden op 26 augustus 2022.
In 2024 werd Opzij een 'bookazine' (een tijdschrift in boekvorm). Het verschijnt sindsdien zes keer per jaar en heeft circa 175 pagina's.

## Rubrieken
Bekende vaste rubrieken zijn of waren:
- De feministische meetlat, waarin de hoofdredacteur een bekende man interviewde en aan het eind een oordeel velde over in hoeverre deze man feministisch was en zich 'geëmancipeerd' gedroeg.[18]
- Alledaags seksisme, waarin voorbeelden werden geplaatst van bewuste en onbewuste seksistische uitingen, analoog aan de term alledaags racisme, die werd gehanteerd door Philomena Essed in haar boek Alledaags racisme.

## Hoofdredactie
- 1972-1981: Hedy d'Ancona
- 1981-2008: Cisca Dresselhuys
- 2008: Lily Martens (ad interim, 1 april-1 september)
- 2008-2013: Margriet van der Linden
- 2013-2014: Daphne van Paassen (ad interim)
- 2014-2017: Irene de Bel
- 2017-2022: Marianne Verhoeven
- 2023: Marleen Hogendoorn en Noémi Prent[19]
- 2024: Hans van Brussel (a.i.)

## Bekende columnisten
- Hadjar Benmiloud
- Asha ten Broeke
- Renate Dorrestein (1982 tot 1987)[8]
- Sofie van den Enk
- Carin Gaemers
- Annemarie Oster
- Sheila Sitalsing
- Etchica Voorn

## Oplagecijfers
Totaal betaalde gerichte oplage volgens HOI, Instituut voor Media Auditing.
- 2000: 81.698
- 2010: 53.789
- 2012: 47.396
- 2016: 14.132
- 2021: 12.500[16]